# Pseudonortonia tegulata
Pseudonortonia tegulata är en stekelart som beskrevs av Giordani Soika 1989. Pseudonortonia tegulata ingår i släktet Pseudonortonia och familjen Eumenidae. Inga underarter finns listade i Catalogue of Life.